# Корф, Фёдор Карлович
Барон Фёдор Ка́рлович Корф (нем. Friedrich Nikolai Georg Freiherr von Korff; 5 [16] апреля 1773, Виргинален, герцогство Курляндское — 30 августа [11 сентября] 1823, Орёл) — генерал-лейтенант (1812), генерал-адъютант (1810), участник Отечественной войны 1812 года.

## Биография
Родился 5 (16) апреля 1773 года в имении Виргинален Курляндского герцогства в семье дворянина, предводителя курляндского дворянства Карла фон Корфа, чья мать, Юлианна Ловиза, была дочерью знаменитого дипломата Кейзерлинга.
Был записан 20 апреля 1787 года вице-вахмистром в лейб-гвардии Конный полк; 1 января 1794 года переведён капитаном в Конно-гренадерский Военного ордена полк, с которым в том же году участвовал в польской кампании. За храбрость, проявленную при штурме Праги, награждён орденом Св. Георгия 4-го класса и переведён поручиком в лейб-гвардии Конный полк. С воцарением Павла I карьера Корфа пошла очень быстро: в 1798 году он был произведён в ротмистры и в том же году — в полковники, 13 октября 1800 года — в генерал-майоры с назначением командиром драгунского принца Евгения Вюртембергского полка. Александр I также к нему благоволил, и 6 апреля 1801 года назначил Корфа шефом его полка; 16 марта 1806 года был назначен бригадным командиром.
В кампанию 1806—1807 командовал бригадой (Орденский кирасирский и Псковский драгунский полки) в 4-й дивизии, участвовал почти во всех сражениях в Пруссии, отличился при Голымине (за что был награждён за него орденом Св. Владимира 3-й ст.) и особенно в битве при Прейсиш-Эйлау, где был ранен в руку — за это сражение он был награждён орденом Св. Георгия 3-го класса. Вылечившись, весной 1807 года вернулся в строй, сражался под Гуттштадтом и за боевые отличия был награждён золотой саблей с алмазами и прусским орденом Красного орла 1-й ст.
В кампанию 1809 года находился с русскими войсками в Галиции; 14 сентября 1810 года за успешное выполнение поручения по разграничению с Австрией, уступившей России Тарнопольскую область, пожалован генерал-адъютантом и в 1811 году был назначен начальником 2-й кавалерийской дивизии. В 1811 году женился на Екатерине Григорьевне Шидловской, дочери Г. Р. Шидловского; в 1812 году у них родился сын Павел, скончавшийся в 1831 году.
В апреле 1812 года назначен командиром 2-го резервного кавалерийского корпуса в составе 1-й Западной армии. Во время Отечественной войны 1812 года, прикрывая движение армии к Дриссе, отличился в деле с кавалерией Мюрата при Свенцянах; участвовал в бою под Витебском. При отступлении русских войск от Смоленска, командуя арьергардом 1-й армии, в течение суток упорно оборонял Петербургское предместье города и был награждён за это алмазными знаками ордена Св. Анны 1-й степени.
В Бородинском сражении командовал двумя кавалерийскими корпусами, которыми отражал беспрерывные атаки французов на центр русской позиции. За отличие при Бородине 31 октября 1812 года был произведён в генерал-лейтенанты. Затем снова действовал в арьергарде, а после Малоярославца — в авангарде армии. Участвовал в сражениях при Малоярославце, Вязьме и Красном.
В кампаниях 1813—1814 годов участвовал в сражениях при Рохлице, Дрездене, Бишофсверде, Бауцене, Кацбахе; в бою у Левенберга 17 августа 1813 года взял у французов двух орлов, 16 пушек и 3500 пленных. Принимал участие в Лейпцигском сражении, блокаде Майнца и походе на Париж. В кампанию 1815 года вновь был со своим корпусом в Париже.
В 1815 году получил в командование 2-ю драгунскую дивизию, 9 апреля 1816 года вновь был назначен командовать 2-м резервным кавалерийским корпусом. На этом посту и умер 30 августа (11 сентября) 1823 года в Орле. Похоронен в Орле на монастырском кладбище возле архиерейского дома (памятник на могиле сооружён на средства, собранные генералами и офицерами 2-го резервного кавалерийского корпуса). В браке с Екатериной Григорьевной Шидловской оставил единственного сына Павла (1812—1831).

Мощный телом, исполин ростом, Корф бодро переносил военные трудности, обладая при этом каким-то особенным искусством даже в то время, когда мы нуждались в хлебе, угощать товарищей своих вкусными и прихотливыми обедами.— А. И. Михайловский-Данилевский Военная Галерея Зимнего дворца, т. II, 1845

## Награды
Российской империи:
- Орден Святого Георгия 4-го класса (17 апреля 1795)
- Орден Святого Владимира 3-й степени (31 января 1806)

Во всемилостивейшем уважении на усердную службу и отличное мужество, оказанное 24-го октября при взятии приступом сильно укрепленного Варшавского предместия, именуемого Прага, где, находясь в числе волонтеров, первым взошел на батарею
- Орден Святого Георгия 3-го класса (08 апреля 1807)

В воздаяние отличнаго мужества и храбрости, оказанных в сражении против французских войск 27-го января при Прейсиш-Эйлау
- Орден Святой Анны 1-й степени (21 декабря 1807); алмазные знаки к ордену (1812)
- Золотая сабля «За храбрость» с алмазами  (20 мая 1808)
- Орден Святого Владимира 2-й степени (1812)

за отличное мужество и храбрость, оказанные во время кампании 1812 года противу Французских войск, где по отступлении армии нашей из Вильно командовал арьергардом её, и невзирая на непомерно превосходную неприятельскую кавалерию, благоразумными распоряжениями и мужеством не только отражал непадения неприятельские с успехом, но и часто одерживал видимую над ним поверхность, равномерно при отступлении армии от Дорогобужа, командуя резервным корпусом, подкреплял арьергард армии в бывших ежедневных с неприятелем сражениях.
- Орден Святого Александра Невского

Иностранных государств:
- Орден Красного Орла (1807, королевство Пруссия)[7]